# Николай Маринов
Николай Андреев Маринов, наричан Малкия Маргин, е български борец и мафиот, по-малък брат на Красимир Маринов (Големия Маргин) и един от основателите на СИК.

## Биография
Николай Маринов е роден на 8 юни 1972 г. в Смолян. Баща му Андрей е работил като миньор, а майка му Соня – като санитарка. Семейството има общо четири деца – Красимир, Димитър, Николай и Мариана.
Големия Маргин пръв напуска Смолян и се записва в спортното училище в Чепеларе, специалност борба. Става национален състезател в свободния стил и печели няколко титли от републикански първенства. Удостоен е със званието майстор на спорта. Инструктор по борба към ДФС „Тунджа“. Завършва НСА.
Николай Маринов също тренира борба и участва в национални състезания, но без успехи. Приет е да учи в Националната спортна академия, но не завършва.
През февруари 1993 г. Красимир Маринов регистрира с Иво Карамански „Фортуна – Р“ ООД. След основаването на СИК през 1995 г. е включен като акционер и във фирмата „Интергруп енд партнерс“ ООД заедно с Румен Николов – Пашата, Младен Михалев – Маджо и Дмитрий Минев – Руснака.
Името на Красимир Маринов – Големия Маргин нашумява в края на 1993 г. и началото на 1994 г. Той е обявен за издирване след побоя в спортния комплекс „Дескрим“. На 16 октомври 1993 г. при въоръженото нападение в комплекса е отвлечен един от лидерите на тогавашния съюз „Защита“ – Слави Бинев. Това нападение слага началото на гангстерската война в София, която завършва с няколко трупа. Запознати припомнят, че в погрома участват двама от шефовете на бившата СИК – Красимир Маринов-Маргина и вече покойният Дмитрий Минев-Руснака, а също и Димитър Джамов. След инцидента тримата бягат в Гърция и се връщат едва когато хората от „Защита“ променят показанията си и те са оневинени.
На 7 ноември 2003 г. в дискотека „Ескейп“ възниква скандал, прераснал в бой между посетители в заведението. Битката е между гардовете на покойния вече Антон Милтенов-Клюна и хората на Маргина. В дискотеката са още Димата Руснака и Косьо Самоковеца. Часове по-късно в Първо РПУ започват разпитите. Сред привиканите е и Маринов.
Справка в архивите показва, че при всяка съвместна операция между МВР и прокуратурата офисите, домовете и колите на Маргина винаги са проверявани. Така е и през септември 2004 г. при акция за откриване на наркотици и незаконни оръжия. След обиските Маргина отново се озовава в полицията, но е освободен. Арестът на двамата братя Красимир и Николай Маринови от 2005 г. пак е свързан с разпоредена операция на МВР и прокуратурата.
Николай Маринов, или Малкия Маргин, е по-известен с факта, че е съдружник със Славчо Христов в една пловдивска рекламна агенция. Освен със Славчо Христов е имал съвместна фирма и със сочения за кокаинов трафикант Робърт Стефанов, застрелян през 1999 г. Справка от Апис показва, че Николай Маринов е съдружник в две фирми със Славчо Христов и още, че е бил съдружник с покойния Пантю Пантев, известен с името Поли Пантев.
На 23 март 2006 г. Софийската градска прокуратура внася в Софийския градски съд обвинителния акт срещу братята Красимир и Николай Маринови, Иво и Светлин Карагеоргиеви, Стефан Рангелов, Веселин Тошев и Бисер Илиев. Двамата Маргини са обвинени в това, че са подготвяли убийствата на финансиста Никола Дамянов (починал от инфаркт на 9.10.2007 г.), на генерал Любен Гоцев и на Иван Тодоров – Доктора (убит на 22.02.2006 г.) Делото все още не е приключило.

## Личен живот
На 10 януари 2006 г. Николай сключва брак в следствения арест с дългогодишната си приятелка и майка на двете му деца – Мария Цветкова. Кумове на младоженците са другите двама братя – Красимир и Димитър.